# Magneto de ignição

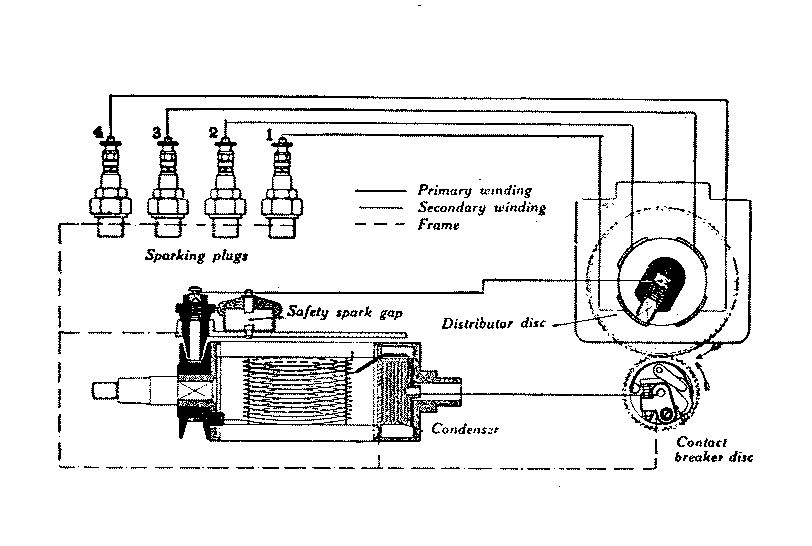
Circuito de magneto da Bosch, 1911

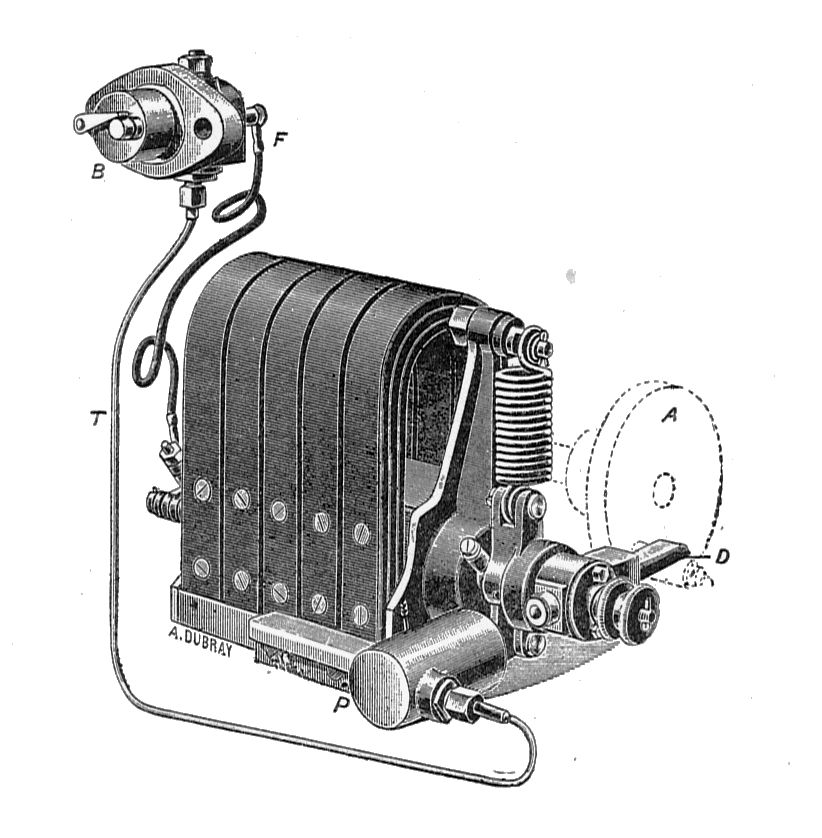
Magneto simples de baixa tensão, para um motor monocilíndrico

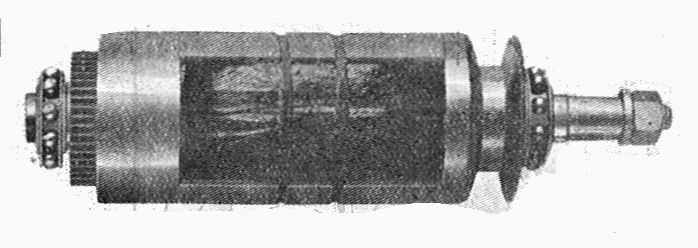
Armadura de um magneto de alta tensão

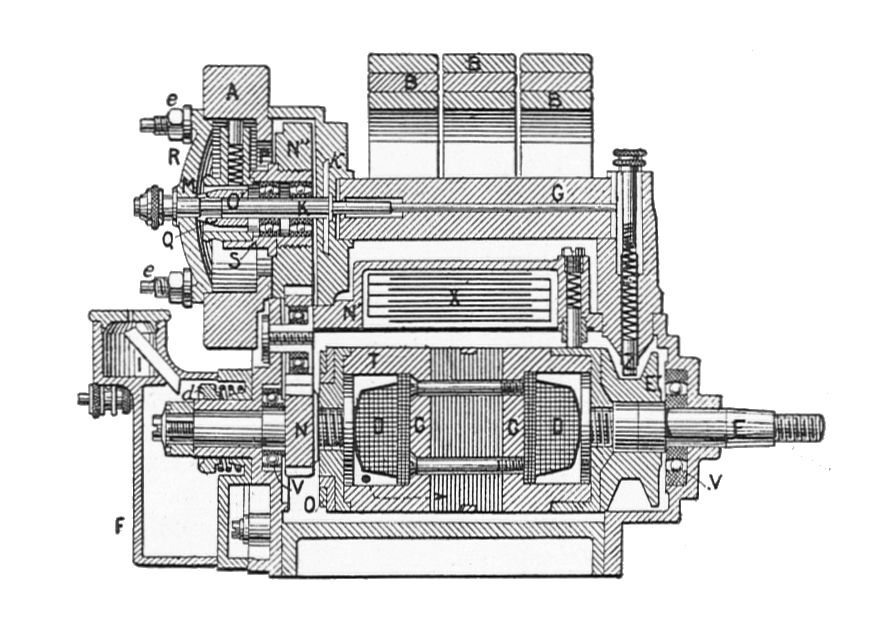
Seção cortada de um magneto de alta tensão, com distribuidor

Um magneto de ignição ou magneto de alta tensão, também conhecido como bobina, é um magneto que fornece corrente para o sistema de ignição de um motor com ignição por faísca, tal como um motor a gasolina. Ele produz pulsos de alta tensão para as velas de ignição.
O uso de magnetos de ignição é hoje limitado principalmente a motores onde não há outra fonte de energia elétrica disponível, como em cortadores de grama e motosserras. É também amplamente utilizado em motores aeronáuticos, mesmo tendo uma fonte elétrica normalmente disponível. Neste caso, a operação autônoma do magneto é considerada para aumentar a confiabilidade; em teoria, o magneto deve continuar a operação enquanto o motor estiver girando. 

## História
Disparar através de uma vela de ignição, particularmente na câmara de combustão de um motor de alta compressão requer uma maior voltagem (ou alta tensão) do que um simples magneto poderia fornecer. O magneto de alta tensão combina um magneto gerador de corrente alternada e um transformador. Uma alta corrente a baixa tensão é gerada por este magneto e então transformado em alta tensão pelo transformador.
A primeira pessoa a desenvolver a ideia de um magneto de alta tensão foi Andre Boudeville, mas seu desenho omitia um condensador (capacitor); Frederick Richard Simms, em parceria com Robert Bosch, foi o primeiro a desenvolver um magneto de alta tensão praticável.
O magneto de ignição foi introduzido em 1899 no Daimler Phönix. Isto foi então seguido por Benz, Mors e Turcat-Mery, e logo era utilizado na maior parte dos carros até cerca de 1918, com ambos magnetos de baixa (para bobinas secundárias para ligar as velas) ou alta tensão (para ligar as velas diretamente, similar a sistemas de ignição com bobina de indução, introduzido por Bosch em 1903).

## Operação
No modelo conhecido como magneto recíproco, o motor gira uma bobina de fios entre os pólos de um imã. No magneto indutor, o imã é girado enquanto a bobina permanece estacionária.
À medida que o imã se move em relação à bobina, o fluxo magnético da bobina é alterada. Isto induz uma FEM na bobina, que por sua vez causa uma corrente elétrica no fluxo. Uma ou mais vezes por volta, enquanto o pólo magnético se afasta da bobina e o fluxo magnético começa a cair, uma came abre um interruptor e interrompe a corrente. Isto faz com que o campo eletromagnético na bobina primária caia rapidamente. A medida que o campo cai rapidamente, uma grande tensão é induzida (como descrito na Lei de Faraday-Neumann-Lenz) ao longo da bobina primária. 
A medida que os pontos começam a abir, o espaçamento entre os pontos é inicialmente tal que a tensão ao longo da bobina primária criaria um arco entre os pontos. Um capacitor é colocado entre os pontos, que absorve a energia armazenada na indutância de vazamento da bobina primária, e diminui o tempo de ascensão da tensão do enrolamento primário para permitir que os pontos abram totalmente. A função do capacitor é similar a de um snubber encontrado em um conversor flyback.
Uma segunda bobina, com muito mais espiras que a primeira, é inserida no mesmo núcleo de ferro para formar um transformador elétrico. A razão de voltas na espira secundária em relação ao número da primária, é chamada de razão de voltas. A tensão ao longo da primeira bobina resulta em uma tensão proporcional sendo induzida através da volta secundária da bobina. A razão de voltas entre as bobinas primária e secundária é selecionada de forma que a tensão ao longo da secundária atinja um valor muito alto, o suficiente para gerar um arco através do pino de uma vela. Assim que a tensão da primeira espira aumenta para várias centenas de volts, a tensão na volta secundária aumenta para várias dezenas de milhares de volts, uma vez que a espira secundária possui 100 vezes mais voltas que a primeira volta.
O capacitor e a bobina formam em conjunto um circuito LC, que permite que a energia oscile do capacitor para a bobina e vice-versa. Devido às inevitáveis perdas do sistema, a oscilação cai rapidamente. Isto dissipa a energia armazenada no condensador para o próximo fechamento de pontos, deixando o condensador descarregado e pronto para repetir o ciclo.
Em magnetos mais avançados, o anel da came pode ser girada por uma conexão externa para alterar o tempo da ignição.
Em uma instalação moderna, o magneto tem apenas um enrolamento de baixa tensão conectado a uma bobina de ignição externa que, não apenas tem um enrolamento de baixa tensão, mas também um enrolamento secundário de muitas milhares de voltas para desenvolver a alta tensão requerida para as velas de ignição. Tal sistema é conhecido como um sistema de ignição de "transferência de energia". Inicialmente, isto era feito pois era mais fácil fornecer um bom isolamento para o enrolamento secundário de uma bobina externa do que em uma bobina inserida na construção do próprio magneto (os primeiros magnetos tinham a bobina na parte externa das partes giratórias, para tornar o isolamento mais fácil - ao custo de uma menor eficiência). Nos tempos modernos, os materiais de isolamento melhoraram a ponto que a construção de magnetos que contém a bobina internamente é relativamente fácil, mas os sistemas de transferência de energia ainda são usados onde a confiabilidade é necessária a tal ponto como nos motores aeronáuticos.

## Aviação
Pelo fato de não precisar de bateria ou outra fonte de energia elétrica, o magneto é um sistema de ignição autônomo, compacto e confiável, motivo pelo qual ainda é utilizado em muitas aeronaves da aviação geral.
Desde o início da Primeira Guerra Mundial em 1914, os motores aeronáuticos equipados com magnetos comumente tinham ignição dupla, onde cada cilindro tinha duas velas de ignição, com cada uma tendo um sistema separado de magneto. A ignição dupla fornece redundância caso um magneto falhe e também um melhor desempenho do motor (através de uma melhor combustão). Duas velas fornecem duas fontes de chama no cilindro, reduzindo assim o tempo necessário para o combustível queimar. Pelo fato do tamanho da câmara de combustão determinar o tempo necessário para queimar o combustível, a ignição dupla foi especialmente importante para os motores aeronáuticos com grande diâmetro de cilindro na época da Segunda Guerra Mundial, onde era necessário queimar toda a mistura de combustível em um tempo menor que uma única vela poderia queimar, a fim de gerar a maior pressão de cilindro possível na rotação de motor desejada.

## Acoplamento de impulso
Pelo fato do magneto ter uma baixa tensão em baixa velocidade, dar partida em um motor é mais difícil. Desta forma, alguns magnetos tem um acoplamento de impulso, com uma ligação mecânica com mola entre o motor e o eixo do magneto que "acelera" e "solta" no momento adequado para girar o eixo do magneto. O acoplamento de impulso usa uma mola, uma came com pesos e uma concha. O centro do magneto roda enquanto um eixo é mantido estacionado, aumentando a tensão na mola. Quando o magneto deve começar a funcionar, os pesos são liberados pela ação do corpo em contato com a rampa de gatilho. Isto permite que a mola se solte, dando ao imã girando uma rápida rotação e fazendo com que o magneto gire a uma tal velocidade necessária para gerar uma centelha.

## Automóvel
Alguns motores aeronáuticos, além de alguns dos primeiros carros luxuosos tinham sistemas de ignição duplos com um conjunto de velas acionadas por um magneto e o outro conjunto conectado a uma bobina, um dínamo e um circuito de bateria. Isto normalmente era feito para facilitar a partida do motor, pelo fato de motores maiores serem mais difíceis de girar a uma velocidade necessária para operar um magneto, mesmo com um acoplamento de impulso. A medida que a confiabilidade dos sistemas de ignição por bateria aumentaram, o magneto perdeu o uso de forma geral em automóveis, mas ainda é encontrado em motores esportivos ou de corrida.